# Boisset-Saint-Priest
Boisset-Saint-Priest é uma comuna francesa na região administrativa de Auvérnia-Ródano-Alpes, no departamento de Loire. Estende-se por uma área de 18,28 km². Em 2010 a comuna tinha 1 247 habitantes (densidade: 68,2 hab./km²).